# Pengtang
Pengtang (kinesiska: 蓬塘, 蓬塘乡) är en socken i Kina. Den ligger i provinsen Hunan, i den södra delen av landet, omkring 200 kilometer söder om provinshuvudstaden Changsha. Antalet invånare är 38904. Befolkningen består av 18 332 kvinnor och 20 572 män. Barn under 15 år utgör 23,0 %, vuxna 15-64 år 67 %, och äldre över 65 år 8,0 %.
Genomsnittlig årsnederbörd är 1 752 millimeter. Den regnigaste månaden är maj, med i genomsnitt 264 mm nederbörd, och den torraste är oktober, med 25 mm nederbörd.